# Crush's Coaster
Crush's Coaster est une attraction ouverte depuis le 9 juin 2007 au sein de la zone Worlds of Pixar, dans le parc Walt Disney Studios. L'attraction est à la fois un parcours de montagnes russes tournoyantes enfermées, dont les véhicules prennent la forme de tortues, et un parcours scénique (dark ride) sur l'univers du Monde de Nemo.
Son nom officiel est Crush's Coaster alors que Crush's Turtle Twist est le premier nom donné à l'attraction. L'attraction est enfermée dans un bâtiment afin que l'attraction cadre au mieux avec le monde marin. Elle occupe le bâtiment portant le nom Studio 5.

## Attraction
L'attraction est composée de deux parties : une partie parcours scénique et une partie montagnes russes.

### Description
Les visiteurs pénètrent dans la partie extérieure (mais couverte) d'un grand studio des années trente dont la façade est animée par un décor rappelant les coraux et les océans, dans le style graphique du dessin animé en 3D Le Monde de Nemo (Finding Nemo). 
Là commence la file d'attente, évoquant l'environnement du port de Sydney. Les visiteurs cheminent dans la file où sont diffusés différentes pistes audio tirées du film et composées par Thomas Newman.  
En arrivant dans la salle d'embarquement, peu avant l'accès aux wagons, le visiteur aperçoit deux mouettes audio-animatronics perchées sur la boutique Angel's Cove (la crique de l'ange en anglais) qui est en fait le centre de contrôle de l'attraction. L'embarquement se fait à bord de véhicules de quatre places en forme de carapaces de tortues, et dont la configuration rend possible des rotations sur eux-mêmes à 360°. Les visiteurs embarquent à quatre et sont placés deux par deux, dos à dos. 
Le véhicule aborde un premier lift (système mécanique qui permet à un train de prendre de la hauteur), sort du bâtiment, se retrouve devant le décor de coraux, descend rapidement une petite chute et retourne dans l'édifice principal. 
Ensuite commence la partie parcours scénique de l'attraction, c'est-à-dire la partie où les véhicules se déplacent à faible vitesse, grâce à des roues de friction. Les visiteurs aperçoivent Nemo qui se dirige vers eux comme s'il nageait réellement dans l'eau (grâce à un système d'hologrammes sur écrans transparents), puis ils suivent différentes scènes reconstituées du film, la baudroie abyssale et les méduses.
La partie montagnes russes débute avec un second lift dans un sous-marin abandonné, à l'intérieur duquel les visiteurs retrouvent les trois requins du film. Les visiteurs échappent aux squales alors que leur véhicule-tortue prend de la vitesse lors de cette dernière ascension mécanique puis se retrouve lâché au sommet du parcours pour exécuter une série de chutes, de virages et de bosses. Le système de rotation de la carapace ne s'active que lorsque le véhicule entame cette seconde partie de l'attraction. La tortue finit par regagner les courants chauds et ramène ensuite les visiteurs dans la salle d'embarquement.
Cette attraction dispose d'une file Disney Premier Access et d'une file single rider.

### Données techniques
Cette attraction bénéficie du système Disney Premier Access
- Ouverture : 9 juin 2007[1]
- Conception : Walt Disney Imagineering, Maurer Rides
- Modèle : SC 2000 [2]
- Longueur : 553 m
- Hauteur : 15,3 m
- Emprise au sol : 43,4 x 20,5 m
- Angle de descente : 82°
- Véhicules :
  - Nombre de véhicules : 12 en opération (théorique) 11 en (pratique) (17 au total)
  - Type de véhicule : voiture à châssis rotatif et sièges dos à dos
  - Passagers par véhicule : 4
  - Thème des véhicules : tortues marines
- Capacité théorique : 895 personnes par heure
- Vitesse maximale : 61 km/h
- Durée : 2 min 20 s
- Taille minimale requise pour l'accès : 1,07 m.
- Type d'attraction : parcours scénique et montagnes russes avec rotation (spinning coaster)
- Voix des annonces de sécurité : Patrick Poivey
- Situation : 48° 52′ 05″ N, 2° 46′ 40″ E

## Accident
- Le 29 novembre 2008, un jeune homme d'une vingtaine d'années se blesse après avoir sauté hors du véhicule lors de la montée. La source préfectorale indique qu'« il a cru, à tort ou à raison (...) que le harnais était en train de se défaire. Pris de panique, il a sauté de 7 mètres »[3].